# Роби Крик (Ајдахо)
Роби Крик (енгл. Robie Creek) насељено је место без административног статуса у америчкој савезној држави Ајдахо.

## Демографија
По попису из 2010. године број становника је 1.162.
| Група             | 2000.    | 2010.         |
| Белци             | 0 (0,0%) | 1.106 (95,2%) |
| Афроамериканци    | 0 (0,0%) | 5 (0,4%)      |
| Азијати           | 0 (0,0%) | 5 (0,4%)      |
| Хиспаноамериканци | 0 (0,0%) | 24 (2,1%)     |
| Укупно            | 0        | 1.162         |